# Peleagonzalo (kommunhuvudort)
Peleagonzalo är en kommunhuvudort i Spanien.   Den ligger i provinsen Provincia de Zamora och regionen Kastilien och Leon, i den centrala delen av landet, 190 km nordväst om huvudstaden Madrid. Peleagonzalo ligger 651 meter över havet och antalet invånare är 380.
Terrängen runt Peleagonzalo är huvudsakligen platt. Peleagonzalo ligger nere i en dal. Runt Peleagonzalo är det glesbefolkat, med 18 invånare per kvadratkilometer. Närmaste större samhälle är Toro, 8,7 km nordost om Peleagonzalo. Trakten runt Peleagonzalo består till största delen av jordbruksmark.